# Ferdinand Oelschläger
Ferdinand Oelschläger (* 20. Oktober 1798 in Stettin; † 18. Mai 1858) war ein deutscher Organist und Komponist. Er wirkte als Organist an der Schlosskirche zu Stettin und machte sich einen Namen als Komponist von Quartettgesängen. 

## Leben
Ferdinand Oelschläger, als ältester Sohn eines Oberlandesgerichtsrats in Stettin geboren, besuchte das Vereinigte Königliche und Stadt-Gymnasium in seiner Heimatstadt. Zwischendurch nahm er 1815 als freiwilliger Jäger am Befreiungskrieg gegen Napoleon teil und kam bis nach Frankreich. Nach dem Abitur studierte er Jura an der Universität Halle und war nach Abschluss des Studiums für einige Zeit als Referendar tätig. 
Doch entschloss sich Oelschläger, den Juristenberuf aufzugeben und sich der Musik zu widmen. Er ging nach Berlin, wo er bei Johann Bernhard Logier studierte. Er heiratete eine Tochter des Organisten an der Schlosskirche zu Stettin, Friedrich Wilhelm Haack, und wurde nach dessen Tod 1825 dessen Nachfolger als Organist an der Schlosskirche. In Stettin wirkte er auch als Musiklehrer, wobei er die von Logier entwickelte neue Methode des Klavierunterrichts mit einem Chiroplasten in Stettin als erster nutzte. Er bildete er den sogenannten Opernverein, leitete als Nachfolger von Carl Loewe den Instrumentalverein und dirigierte jahrelang abwechselnd mit Loewe die großen öffentlichen Konzerte. 
Oelschläger machte sich einen Namen als Komponist von Quartettgesängen mit Werken wie Scolie, Im Freien, Zu einem Bilde, Aus Undine, Das Leben ein Traum, Rosen, Heimath usw. Für das patriotische Stück Hohenzollern wurde ihm eine goldene Medaille verliehen. Er komponierte auch Königsflagge hoch am Maste, womit er auf Bitten der Stettiner Kaufmannschaft den von der Huldigungsfeier in Königsberg heimkehrenden neuen König Friedrich Wilhelm IV. begrüßte.
Oelschläger starb 1858. Sein Nachfolger als Organist an der Schlosskirche zu Stettin wurde 1859 Gustav Flügel. 